# Bunuri mobile din domeniul medalistică clasate în patrimoniul cultural național al României aflate în județul Timiș
Acestă listă conține bunurile mobile din domeniul medalistică clasate în Patrimoniul cultural național al României aflate la momentul clasării în județul Timiș.

## Tezaur
| Foto | Informații generale                                                                            | Detalii tehnice                                                               | Descriere | Deținător                   | Legături |
| ---- | ---------------------------------------------------------------------------------------------- | ----------------------------------------------------------------------------- | --- | --------------------------- | -------- |
|      | Eliberarea orașului Timișoara de către austrieci de sub ocupația turcească (12 octombrie 1716) | Datare: 1/2 sec. XVIII Material: cupru patinat; batere                        | Descriere avers: Bustul împăratului spre dreapta, laureat, cu mantie drapată; dedesubt inițiala V; cerc liniar exterior. Descriere revers: Personificarea Transilvaniei în picioare, în mâna dreaptă ține o cunună de lauri, în mâna stângă un corn al abundenței, lângă ea, un scut oval cu stema Transilvaniei; în dreapta jos sigla V; cerc liniar exterior. Descriere exergă: THEMESVVARIO OCCVP. / D/ 12. OCT. 1716. Legendă revers: SECVRITAS TRANSSYLVANIAE RESTITVTA. | Muzeul Banatului, Timișoara | Cimec    |
|      | Eliberarea orașului Timișoara de către austrieci de sub ocupația turcească (12 octombrie 1716) | Datare: 1/2 sec. XVIII Școală: Antwerpen (?) Material: bronz argintat; batere | Descriere avers: Bustul împăratului spre dreapta, laureat; dedesubt inițiala R. Descriere revers: În fundal cetatea Timișoarei cu minaretele moscheelor turcești, deasupra nori; în prim plan, două cursuri de apă și o zonă mlăștinoasă Legendă revers: CESSIT VICTRICIBUS ARMIS . / DE TVRCIS . CAPTO TEMESWARO | Muzeul Banatului, Timișoara | Cimec    |
|      | Eliberarea orașului Timișoara de către austrieci de sub ocupația turcească (12 octombrie 1716) | Datare: 1/2 sec. XVIII Material: argint; batere                               | Descriere avers: Bustul împăratului spre dreapta, laureat, cu mantie drapată; dedesubt inițiala V; cerc liniar exterior. Descriere revers: Planul asediului Timișoarei în 1716; în dreapta jos sigla V; cerc liniar exterior. Descriere exergă: THEMESVVARIO OCCVP. / D/ 12. OCT. 1716. Legendă revers: TRANSSYLVANIA METV AC INSIDIIS LIBERATA. | Muzeul Banatului, Timișoara | Cimec    |
|      | Serbarea încoronării - proclamarea regatului                                                   | Datare: 14 martie 1881 Școală: București Material: argint                     | Descriere avers: Busturile acolate ale lui Carol I și al Elisabetei, spre dreapta; deasupra coroana României Descriere revers: Legendă circulară pe margine, legendă pe patru rânduri în centru Legendă revers: Legendă circulară: *SERBAREA ÎNCORONĂREI* X. MAI MDCCCLXXXI; în centru: PROCLAMAREA / REGATULUI / ROMÂN / XIV. MARTIE / MDCCCLXXXI. | Colecții particulare, Timiș | Cimec    |

## Fond
| Foto | Informații generale                                                                      | Detalii tehnice | Descriere | Deținător                   | Legături |
| ---- | ---------------------------------------------------------------------------------------- | --- | --- | --------------------------- | -------- |
|      | 100 ani de la acordarea statutului de oraș liber regesc Timișoarei (1782-1882)           | Datare: 1882 Școală: neprecizat Material: bronz; batere                                                                            | Descriere avers: Stema orașului liber regesc Timișoara; cerc liniar exterior. Descriere revers: legenda într-o cunună de frunze de stejar; cerc liniar exterior Legendă revers: TEMESWAR SZ. KIR. / VÁROSSÁ / LÉTELÉNEK SZÁZADIK / ÉVFORDULÓJÁN / 1882 SZEPTEMBER 17 - ÉN. | Muzeul Banatului, Timișoara | Cimec    |
|      | Rechenpfennig - Fortificațiile orașului Timișoara                                        | Datare: sec. XVIII Școală: neprecizat Material: alamă; batere                                                                      | Descriere avers: În centru, planul schematizat al cetății Timișoara; dedesubt, orizontal, CS - A; cerc perlat interior; cerc liniar exterior. Descriere revers: Desenul identic cu cel de pe Av.; dedesubt, inscripția R . E . - . P . F; cerc perlat interior; cerc liniar exterior. Legendă revers: TEMESV . FORTIFIC . BAV EN . TREPRIS . | Muzeul Banatului, Timișoara | Cimec    |
|      | Medalie de merit a Camerei de Comerț și Industrie din Timișoara (1909)                   | Datare: 1909 Școală: Atelierul Scheidt G.A., Budapesta Material: bronz argintat; batere                                            | Descriere avers: Text între două ghirlande verticale din frunze de laur; deasupra textului acoperișurile și coșurile unor fabrici; în dreapta jos: FEKETE O. Descriere revers: Personaj feminin așezat, ținând de o parte și alta doi copii: Mercur, cu cască cu aripi, caduceu și pungă cu bani (personificarea comerțului) și un băiat cu ciocan și roată dințată (pesonificarea industriei); în dreapta ERBITS GY. / 909.                                                                                   | Muzeul Banatului, Timișoara | Cimec    |
|      | Medalie de merit a Expoziției industrial-agrare a Ungariei de sud, Timișoara (1891)      | Datare: 1891 Școală: Atelier timișorean Material: bronz aurit; batere                                                              | Descriere avers: Cunună de lauri, în centru, coroana Ungariei deasupra unui catuș (neinscripționat), pe un fundal de raze; cerc liniar exterior. Descriere revers: Personaj feminin înaripat, cu mâna dreaptă încununează un țăran îngenuncheat, cu mâna stângă protejează un muncitor; între cei doi, Mercur așezat pe un colet; în stânga, în fundal, pavilionul expoziției; deasupra, o stea; cerc liniar exterior. Descriere exergă: ÉRDEM ÉREM, într-un cartuș; în drapta PIFFL A (semnătura gravorului). | Muzeul Banatului, Timișoara | Cimec    |
|      | Medalie de merit a Expoziției industrial-agrare a Ungariei de sud, Timișoara (1891)      | Datare: 1891 Școală: Atelier timișorean Material: argint; batere                                                                   | Descriere avers: Cunună de lauri, în centru, coroana Ungariei deasupra unui catuș (neinscripționat), pe un fundal de raze; cerc liniar exterior. Descriere revers: Personaj feminin înaripat, cu mâna dreaptă încununează un țăran îngenuncheat, cu mâna stângă protejează un muncitor; între cei doi, Mercur așezat pe un colet; în stânga, în fundal, pavilionul expoziției; deasupra, o stea; cerc liniar exterior. Descriere exergă: ÉRDEM ÉREM, într-un cartuș; în drapta PIFFL A (semnătura gravorului). | Muzeul Banatului, Timișoara | Cimec    |
|      | Medalie Expoziției naționale de industrie casnică, Timișoara (1907)                      | Datare: 1907 Școală: Atelierul Scheidt G.A., Budapesta Material: cupru argintat; batere                                            | Descriere avers: În centru, stema orașului liber regesc Timișoara Descriere revers: Femeie așezată, în mâna dreaptă ține o pensulă, cu mâna stângă ține un vas; jos o cunună. Legendă revers: TEMESVÁR 1907 | Muzeul Banatului, Timișoara | Cimec    |
|      | Marele premiu al Expoziției alimentare, de gospodărie și artă culinară, Timișoara (1908) | Datare: 1908 Școală: Atelierul Morzsányi József, Budapesta Dimensiuni: 41,3x61,2 mm Material: bronz aurit; email; batere; emailare | Descriere avers: Cruce cu brațele evazate din email alb, care suprapune o cunună din frunze de laur din email verde; în centru, medalion din email alb cu margine din email roșu; deasupra crucii panglică semicirculară din email roșu. Legendă revers: ELSÖ GALICZAI SZESZFINOMITÓ GYÁR R.T. / LEMBERG | Muzeul Banatului, Timișoara | Cimec    |